# Samorząd Regionu Gezer
Samorząd Regionu Gezer (hebr. מועצה אזורית גזר) – samorząd regionu położony w Dystrykcie Centralnym, w Izraelu.
Samorządowi podlegają osady rolnicze położone w połowie drogi między Jerozolimą a Jaffą.

## Osiedla
Samorządowi podlega 6 kibuców, 15 moszawów i 4 wioski.

### Kibuce
| - Gezer - Chulda - Miszmar Dawid | - Na’an - Netser Sereni - Sza’alwim |

### Moszawy
| - Azarja - Bet Uzzi’el - Ganne Jochanan - Jacic - Kefar Bilu - Kefar Bin Nun - Kefar Szemu’el - Macliach | - Miszmar Ajjalon - Pedaja - Petachja - Ramot Me’ir - Sitrijja - Jad Rambam - Jaszresz |

### Wioski
| - Bet Chaszmonaj - Ganne Hadar | - Karme Josef - Nof Ajjalon |